# Martín del Peral y Onate
Martín del Peral y Onate, (Albacete, 18 de enero de 1727-Albacete, principios del siglo XIX) fue un jurista español, escribano (1754-1794), diputado del común y síndico personero del concejo de la villa de Albacete durante el siglo XVIII.

## Biografía
Abogado y procurador del número entre los años 1750 y 1753. Escribano del concejo. Recibió la escribanía de Pedro Gómez de la Cuesta tras su fallecimiento en 1754, ocupandola de 1754 a 1794.
Fue el primero que obtuvo el fielato de las tercias reales, que se acababa de consumir, después de que la villa hubiese iniciado los trámites y las consiguientes comisiones en el Consejo en el año 1776.
Fue diputado del común en 1767 y en 1787 fue elegido como síndico personero, cargo que repetiría en los primeros meses del año siguiente por los problemas que se produjeron en la votación al no presentarse ningún vecino a votar. Volvió a participar en las diputaciones del común en 1792-1793, repitiendo en los años 1799-1800. Ejerció el oficio del número al menos hasta 1799.
Trabajó para el comerciante Ignacio Suárez y para la familia Alfaro de Albacete, además fueron sus clientes y amigos los Carrasco: Antonio Carrasco de Oca y Castro, señor de Pozo-Rubio, alcalde de la Santa Hermandad y regidor perpetuo de Albacete y sobre todo su hijo Fernando Carrasco Rocamora, V conde de Villaleal, señor de Pozo Rubio y de Molíns, caballero de la Orden de Carlos III 1790, maestrante de Valencia, alcalde de la Santa Hermandad y alférez mayor de Albacete. 

## Familia
Nació el 18 de enero de 1727, fue hijo del abogado Asensio del Peral Sánchez y Juana María de Onate Díaz todos naturales de la villa de Albacete.
Fueron sus abuelos paternos, Francisco Alonso del Peral Ortiz e Isabel de la Asunción Sánchez o Sanz (Matheo Gascona); y maternos, Martín de Onate Alarcón y María Díaz-Cano Pastora, todos naturales de la villa y esta última natural de Barrax (Albacete) .
Fue bautizado con el nombre de Martín Joseph el 22 de enero de 1727, en la iglesia de San Juan Bautista (Albacete) y fueron sus padrinos los hermanos Juan y Luisa Díaz-Cano y Córdoba.
Se casó dos veces, la primera vez el 6 de septiembre de 1750 en la iglesia de San Juan Bautista (Albacete) con María Josefa Díaz Fajardo, hija de José Díaz Gascona y Josefa Antonia Fajardo Munera oriundos de la villa de Albacete, María Josefa falleció en 1755 pocos días después de haber dado a luz a su tercer y último hijo, fue enterrada el 25 de mayo en Albacete.
Se casó en segundas nupcias el 6 de abril de 175] también en la iglesia de San Juan Bautista (Albacete) con Juana Monge Urrea natural de Lezuza (Albacete), hija de Bartolomé Monge Martínez y María Urrea . Martín y Juana tuvieron once hijos, seis de los once no llegaron a adultos.
Sus hijos fueron bautizados y se casaron en la iglesia de San Juan Bautista (Albacete). Al menos cinco de ellos fueron apadrinados en sus bautizos tanto por Antonio Carrasco de Oca y Castro, como por su hijo Fernando Carrasco Rocamora, fortaleciendo los vínculos entre estas familias.
Su hija Francisca del Peral Díaz, se casó el 18 de marzo de 1779, con Fermín Castro Guerrero hijo de Juan de Castro Viejo y María Teresa Guerrero. Su segunda hija María Jacinta del Peral Díaz, se casó el 8 de octubre de 1777 con Julián Joseph Encina y Martínez, regidor perpetuo de la villa de Albacete, hijo del maestro cirujano Juan de la Encina de la Encina Arias y de Cathalina Josepha Ysidora Martínez Quiñones, naturales todos de la villa Albacete. Tuvieron al menos nueve hijos. El tercer y último hijo de su primer matrimonio fue Asensio del Peral Díaz, abogado de los Reales Concejos y regidor en 1829 de la villa de Albacete, se casó el 21 de diciembre de 1786, con Juana Josefa Antonia Vera Martínez hija del escribano Francisco Javier Vera Giménez y Josefa María Antonia Martínez Alfaro, tuvieron al menos cinco hijos.
También los hijos de su segundo matrimonio se casaron en la iglesia de San Juan Bautista (Albacete): Juana del Peral Monge se casó el 7 de diciembre de 1778, con Ricardo Tafalla González escribano y procurador, hijo de Custodio y María de la Concepción, tuvieron al menos tres hijas. Juan Nicolás Peral (Montejano) Monge fue abogado y regidor en 1817 y 1823 del ayuntamiento de Albacete, se casó el 25 de diciembre de 1805, con Catalina Denia Giménez Grande. Fernando Peral (Montejano) Monge se casó el 15 de febrero de 1790, con Francisca González González hija de Francisco y María Catalina; y Antonio Peral Monge se casó el 9 de noviembre de 1801, con María Catalina González González hija también de Francisco y María Catalina. Su hija Rita Francisca Peral Monge quedó soltera.
Entre sus descendientes se encuentran personajes tales como los médicos: Cristóbal Jiménez Encina y Luis Encina Candebat, alcalde de Málaga; los juristas: Juan Tomás Encina del Peral alcalde mayor de las villas de Fuensalida, Tolox y Monda, José Encina Candebat, los hermanos Francisco, Juan, Luis y José Ponce de León y Encina, José Luis Ponce de León y Belloso, Luis Díez-Picazo y Ponce de León, Vicente Calatayud y Ponce de León. Igualmente, el pintor Alfonso Ponce de León Cabello, su hermano el Ingeniero de Caminos, Canales y Puertos, Luis Ponce de León Cabello alcalde y gobernador de Pontevedra, la política cordobesa Lourdes Méndez Monasterio, su hermano el escritor y periodista Kiko Méndez-Monasterio, el compositor Cristóbal Halffter, su hijo Pedro Halffter, director de orquesta y también compositor, José María Calabuig y Ponce de León, X marqués de Lara y Juan Manuel Navarro y Jiménez-Quesada, VIII barón de Casa Davalillo entre otros.

## Familia Peral de Albacete
Parientes, amigos y patronos. Red, movilidad y reproducción social en la burguesía y la élite de poder a finales del Antiguo Régimen (Albacete, 1750-1808):
Otra de la familia de estudio, es la de los Peral. En esta, los oficios provenientes de profesiones liberales, o con carácter burocrático tuvieron especial trascendencia.
Uno de estos oficios fue el de escribano del Ayuntamiento, hecho que ayudó a su poseedor a mantener un poder de intermediación importantísimo en el seno de la villa. En este punto la familia de los Peral aprovecharon el oficio en la escribanía de uno de sus miembros, Martín Peral Oñate, para conseguir un posicionamiento en la red de relaciones significativa, a través de los diversos vínculos de parentesco que este personaje logró crear a través de los matrimonios de sus hijos, y de los lazos clientelares que le unían con la hidalguía local. Las múltiples alianzas matrimoniales que protagonizaron son una práctica exogámica, en la que se va fuera del núcleo familiar en busca de asociación matrimonial, sobre todo porque las propiedades que poseyeron estos individuos no fueron excesivamente grandes, por lo que no había ningún temor por la disgregación patrimonial. La capacidad de relación de estos personajes que ocupan oficios burocrático administrativos es muy interesante. La importancia del funcionariado en la segunda mitad del siglo XVIII se hizo más patente en el momento en que la Monarquía Borbónica fue haciendo más hincapié en su cuerpo burocrático que en la confianza en la hidalguía titulada. A escala inferior ese pequeño funcionariado fue clave en las redes de parentesco de la clase media de la sociedad de finales del siglo XVIII. De esta forma la familia de los Peral entroncó con familias de médicos, cirujanos, escribanos, procuradores. 
Así, es posible ver estos comportamientos homogámicos en los matrimonios de los grupos pertenecientes a la burguesía de los oficios burocrático-administrativos en otros lugares, sobre todo por esa capacidad de relación que permitían. Ejemplos como el de los Asenjo en la ciudad de Alcaraz ofrece la finalidad de esas estrategias de alianzas: estrechar los vínculos con quienes ocupaban cargos, reforzar los ya existentes dentro de la red más próxima de parentesco, y orientar hacia la vida eclesiástica a algunos hijos. Esto no hace, sino recordarnos, la estrecha relación entre los miembros de la burguesía y otras instancias importantes, no sólo la nobleza, sino también la Iglesia. La Iglesia, como en el caso referido de los Asenjo, también fue esencial en la familia de los Peral. Algunos de los componentes de esta familia fueron presbíteros, ampliando sus redes de relación desde la instancia de poder civil a la religiosa (tan íntimamente unidas en el Antiguo Régimen). En el caso de esta familia fueron Don Antonio del Peral, primo de Martín Peral Oñate, el escribano, y Don Francisco Ramón Peral, hermano de este último, los representantes eclesiásticos de esta familia durante casi toda la segunda mitad del siglo XVIII. 
El ascenso social que esta familia vivió en la segunda mitad del siglo XVIII se puede apreciar en el momento en que ocuparon constantemente cargos en el Ayuntamiento como el de Diputado del común y el de Síndico personero. Entre los años de 1786 y 1802, es decir en 17 años, la familia de los Peral ocuparon 10 veces estos cargos, más de una vez cada dos años. A través de estos oficios, estos personajes pudieron seguir acentuando los lazos sociales con la élite de poder, lo que por otra parte fue la base de sus logros en el seno de la villa. 
Muestra de ello es el matrimonio de la hija de Martín Peral Oñate, María Jacinta Peral, con Julián José de la Encina, hijo del cirujano Juan de la Encina. Julián José de la Encina consiguió el oficio de regidor perpetuo a principios del siglo XIX, y lo ostentó hasta mediados de la década de 1810, cuando murió. Sabemos que sus hijos seguían manteniendo la propiedad de ese oficio en 1817, tras la petición del rey Fernando VII de que se declarasen los oficios enajenados de la Corona, pero no tenemos constancia de que sus herederos hicieran uso de ellos en las Salas Capitulares. 
Otros familiares de los Peral sí ostentaron oficios de regidor en el siglo XIX, aunque sólo de forma anual. Así por ejemplo, Juan del Peral lo ostentó en los años de 1817 y 1823, y Asensio del Peral hijo de Martín Peral Oñate, en 1829, con una edad muy avanzada y unas redes de relación formadas muy densas. Las relaciones clientelares más importantes las tuvo con los Carrasco, sobre todo con Fernando Carrasco Rocamora, conde de Villaleal, el cual confiaba en él para resolver sus pleitos y asuntos judiciales.
Las estrategias básicas de la familia de los Peral fueron, por una parte la ostentación de oficios públicos, burocráticos o liberales que ayudaran a mantener unas buenas relaciones clientelares con los poderosos; en segundo lugar unas relaciones familiares con otros miembros de oficios de igual o parecida índole a través de matrimonios con familias de médicos, cirujanos, procuradores o escribanos, lo que ayudaba a la reproducción social de los hijos; y por último, la utilización de la carrera eclesiástica como una manera de no disgregar las exiguas haciendas a mediados de siglo, sobre todo en un momento en que el poder de éstos todavía no estaba asentado. Esto último permitía también acrecentar los lazos de parentesco y clientelares en torno a la familia, asegurando de esta manera mejor la reproducción de los grupos domésticos(págs.445 a 448).
En el caso de la familia de los Peral, representantes de oficios burocráticos como escribanos, y de oficios más liberales como abogados, procuradores… otorgaron especial importancia al matrimonio como forma de relacionarse con todo el cuerpo social de su mismo estatus. Esto lo hacen a través de matrimonios con hijos de cirujanos, como el matrimonio de la hija de Martín Peral Oñate con Julián José de la Encina, hijo de un cirujano importante, y que será más tarde regidor perpetuo. También podemos observar esto con el matrimonio de Asensio del Peral, hijo de Martín Peral Oñate, abogado y regidor en el siglo XIX, con Juana de Vera, hija de otro escribano, Francisco Javier de Vera. Son matrimonios dentro de una homogamia profesional, que aseguraba la posesión de esos oficios de generación en generación. El matrimonio, como señala Jack Goody, es una cuestión de intercambio, y como tal los beneficios entre ambas familias deben ser equitativos, de ahí que se adopten esas redes de intermediarios anteriormente descritas, que acuerden una alianza justa entre ambas facciones (pág.452).
En la familia de los Peral, Julián José de la Encina se casó con una de las hijas de Martín Peral Oñate y consiguió posteriormente una regiduría perpetua. Gracias a la posición de este personaje en la cúspide del poder político sirvió de catapulta para que los miembros de la familia Peral tuvieran una presencia más abundante en el concejo en los puestos de Diputado del común o Síndico personero, como demuestra la gran presencia en dichos puestos en los momentos de ascensión de Julián José de la Encina (pág.455).
En primer lugar hay que destacar una cuestión, y es que el escribano al que acudieron Antonio Carrasco, su hijo Fernando, los Alfaro e Ignacio Suárez es Martín Peral Oñate, ante el cual van a protagonizar cerca del 90% de sus escrituras. Sin embargo la firma de los testigos en las escrituras llevó una jerarquía desigual, y es que tanto los componentes de la familia de los Peral como Ignacio Suárez aparecieron indistintamente en las escrituras de la familia de los Carrasco, mientras que, ni Antonio Carrasco ni su hijo Fernando, aparecen de testigos de los anteriores personajes. La práctica totalidad de las firmas de Ignacio Suárez y la familia de los Peral se basaron en la red clientelar que llevaron entre ambos y la familia de los Carrasco. Todo ello nos demuestra las complejas relaciones entre dichas familias (recordamos que una pertenece a la hidalguía importante, otra a la alta burguesía mercantil, mientras que la otra pertenece a la burguesía de profesionales y burócratas. Más aclarador que la firma como testigos va a ser la presencia de dichas familias de manera conjunta en los mismos documentos como protagonistas del evento. De esta forma, tanto Ignacio Suárez como Fernando Carrasco confiarán en Asensio del Peral (hijo de Martín Peral Oñate), abogado, para sus pleitos civiles y criminales, por lo que no dudarán en darle poder para que inicie o siga las causas en los tribunales (pág.458).
Parentesco ficticio y red social en la España meridional (Albacete, 1750-1808):
Un signo más de la absoluta confianza existente entre estas familias es su presencia en pleitos civiles y criminales. Tanto Ignacio Suárez como Fernando Carrasco tuvieron como abogado a Asensio del Peral (hijo de Martín Peral Oñate) y no dudaron en darle su poder para iniciar o seguir las causas en las que estaban implicados en los tribunales. Y causas tan importantes como la seguida por el mencionado Fernando por la posesión del condado de Villa-Leal, uno de los activos más emblemáticos de la familia en su proceso de movilidad social dentro de la hidalguía local. No es extraño, pues, que en su testamento Fernando reconociera la labor de Asensio del Peral, otorgándole un legado simbólico consistente en todos los libros que sobre abogacía y leyes había acumulado en su biblioteca. Además, en dicho testamento recuerda la amistad que les une y sus buenos servicios como abogado, lo que le reportó importantes beneficios materiales. Pero la amistad de los Carrasco y los Peral se había forjado por lo menos una generación antes. En las escrituras parroquiales descubrimos que el padrino de casi todos los hijos de Martín Peral Oñate – incluido el abogado Asensio del Peral – fue Antonio Carrasco Castro, padre de Fernando. Del mismo modo, fueron presbíteros miembros de la familia de los Peral quienes bautizaron a los hijos de los Carrasco y firmaron como testigos de dichos bautizos. (pgs.48 y 49)

## Biografía por Ramón Cozar
Biografía de Martín del Peral y Onate (Gobierno municipal y oligarquías. Los oficios públicos de la villa de Albacete en el siglo XVIII por Ramón Cózar Gutiérrez):
También con experiencia jurídica se presenta el siguiente escribano. Martín del Peral ejercería como procurador del número entre los años 1750 y 1753, hasta que pasó a ocupar la escribanía de Pedro Gómez de la Cuesta tras su fallecimiento en 1754.
En 1762 intentaría hacerse con el oficio de contador del número en lugar de Pedro de Orea, aunque sin éxito, pues en la petición de informes por parte de la Cámara, se produjo una votación en la que queda bastante claro a qué grupo pertenecía el Sr. Peral. En estos momentos los Carrasco se encontraban en minoría dentro del consistorio y los contrarios calificaban a Martín del Peral como un “agente descubierto” contra la villa en el pleito que ésta estaba siguiendo contra los señores de Pozo Rubio. Y es más, informaban que, como Martín del Peral había sido designado en una de las escribanías numerarias propias de la villa, y como sólo se podía sustituir a los nombrados por muerte o renuncia de los mismos, suplicaban al Consejo que diese por vaco este oficio por la “ingratitud” que había demostrado.
Sin embargo, sí que lograría, años después, su designación como escribano del concejo, destacando entre las primeras comisiones que se le encargaron la de realizar el padrón de las boletas de alojamiento de los ejércitos.
También tendría palabras para este escribano el corregidor Durán, aunque en este caso de halago, “porque no se franquea a las voluntades y siguió los autos en que acredite la legitima importante corta que hice en el bosque llamado de San Sebastián… ha sufrido y tolera las mayores ultrajes y está amenazado con la mayor desenvoltura”.
Con los cambios en la predominancia de los grupos de poder en el consistorio y el advenimiento, de nuevo, de los Carrasco como bando
fuerte, comenzaría a ejercer otros oficios designados por el ayuntamiento, como el de tasador de pleitos, el fielato de carnicerías y la escribanía de hipotecas.
En las elecciones de oficios de 1788 comenzaron de nuevo los problemas, pues se tuvo que someter a una votación de la que, a pesar de salir elegido, sería la última vez que participara en el ayuntamiento, pues sería sustituido en éste por Ricardo Tafalla y Antonino Pío de Lururiaga. Sin embargo, continuaría ejerciendo el oficio del número al menos hasta 1799.
En este tiempo participaría también de los nuevos cargos creados por la reforma administrativa de Carlos III. En 1787 sería elegido como síndico personero, cargo que repetiría en los primeros meses del año siguiente por los problemas que se produjeron en la votación al no presentarse ningún vecino a votar. También participaría en las diputaciones del común en 1792-93, repitiendo en los años 1799-1800.
De la misma manera, sería el primero que obtuviese el fielato de las tercias reales, que se acababa de consumir, después de que la villa hubiese iniciado los trámites y las consiguientes comisiones en el Consejo
en el año 1776.
En cuanto a su origen familiar, el apellido “Peral”, uno de los más antiguos que encontramos en la villa en las décadas de los treinta y los cuarenta del siglo XV, comenzó a resurgir con el establecimiento del dominio del rey de Navarra, manteniendo su influencia durante muchos años. En los siglos siguientes su influencia parece oscurecerse aunque uno de sus miembros, Antón Martínez Peral, obtendría un título de depositario general, receptor de penas y regidor con una duración de dos vidas. En el siglo XVIII se convertirá en una familia letrada de las más representativas. Entre sus miembros se encuentran abogados, procuradores, depositarios, fieles, escribanos, etc., e irán adquiriendo cada vez más importancia, sobre todo, a finales de este siglo, coincidiendo con la reorientación de los interesados en las cuestiones municipales.
En 1761, Martín del Peral tendría 34 años y estaba casado con cuatro hijos menores, que serían los continuadores de la intervención de esta familia en las cuestiones municipales de principios del siglo XIX desde diferentes oficios.